# Lista de presidentes da República Turca de Chipre do Norte
Estes são os presidentes de Chipre do Norte desde 1983 até a atualidade.
| Nº. | Presidente       | Presidente | Desde                  | Até                   | Referências |
| --- | ---------------- | ---------- | ---------------------- | --------------------- | ----------- |
| 1.  | Rauf Denktaş     |            | 15 de novembro de 1983 | 24 de abril de 2005   | [ 2 ]       |
| 2.  | Mehmet Ali Talat |            | 24 de abril de 2005    | 23 de abril de 2010   | [ 3 ]       |
| 3.  | Derviş Eroğlu    |            | 23 de abril de 2010    | 30 de abril de 2015   | [ 4 ]       |
| 4.  | Mustafa Akıncı   |            | 30 de abril de 2015    | 23 de outubro de 2020 | [ 5 ]       |
| 5.  | Ersin Tatar      |            | 23 de outubro de 2020  | presente              |             |